# Instituto Culinario de México
El Instituto Culinario de México es una escuela de gastronomía con sede en la ciudad de Puebla, en México. Fundado en 1994, ofrece programas de educación superior y formación continua en el área de la hospitalidad. Se trata de la primera institución de su tipo en México. Desde 2002, cuenta con un segundo campus en la ciudad de Monterrey.